# Büschelibirne

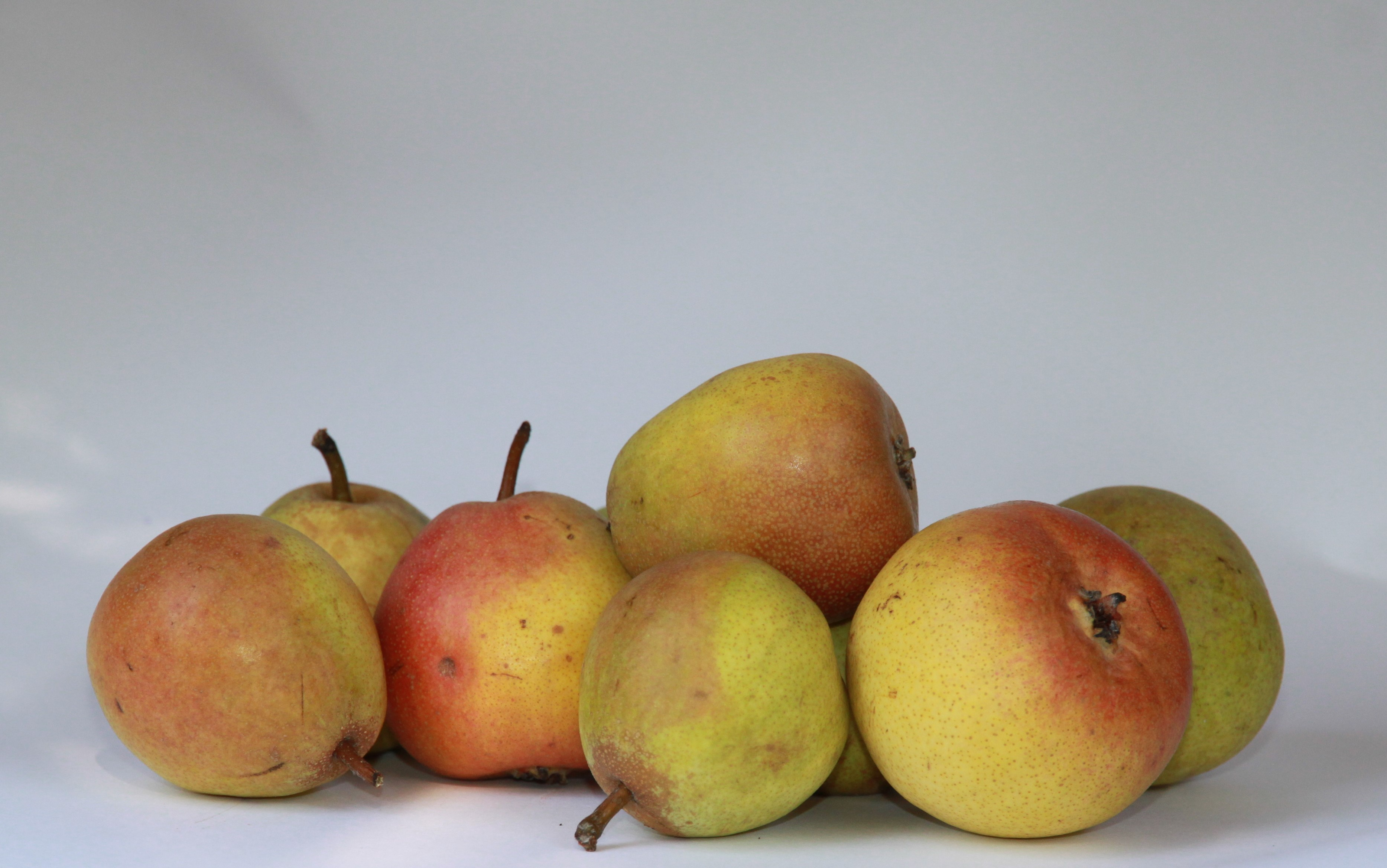
Poire à Botzi – Büscheli-Bire

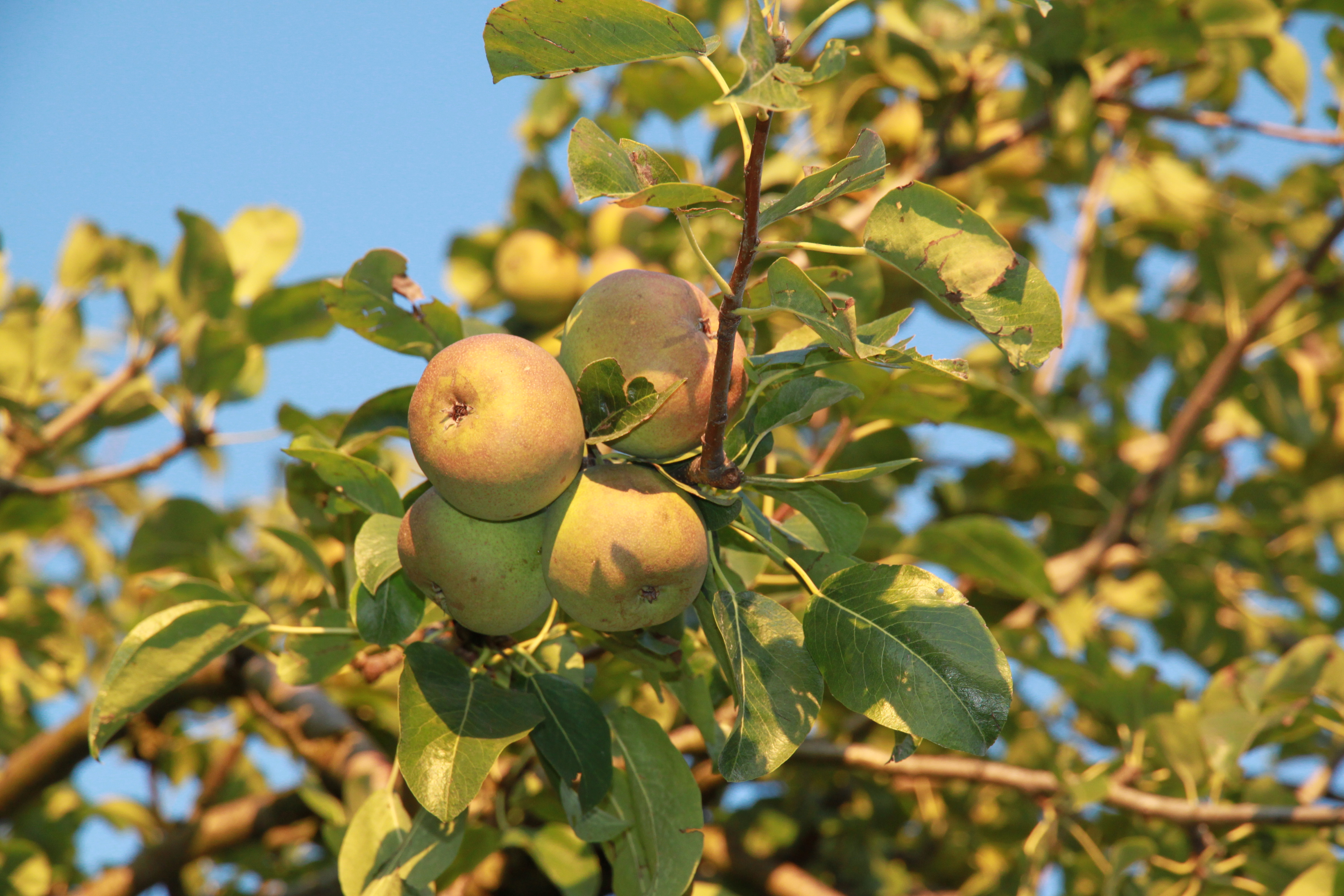
Die Büschelibirne ist eine Freiburger Spezialität. Deshalb trägt sie das Label AOP.

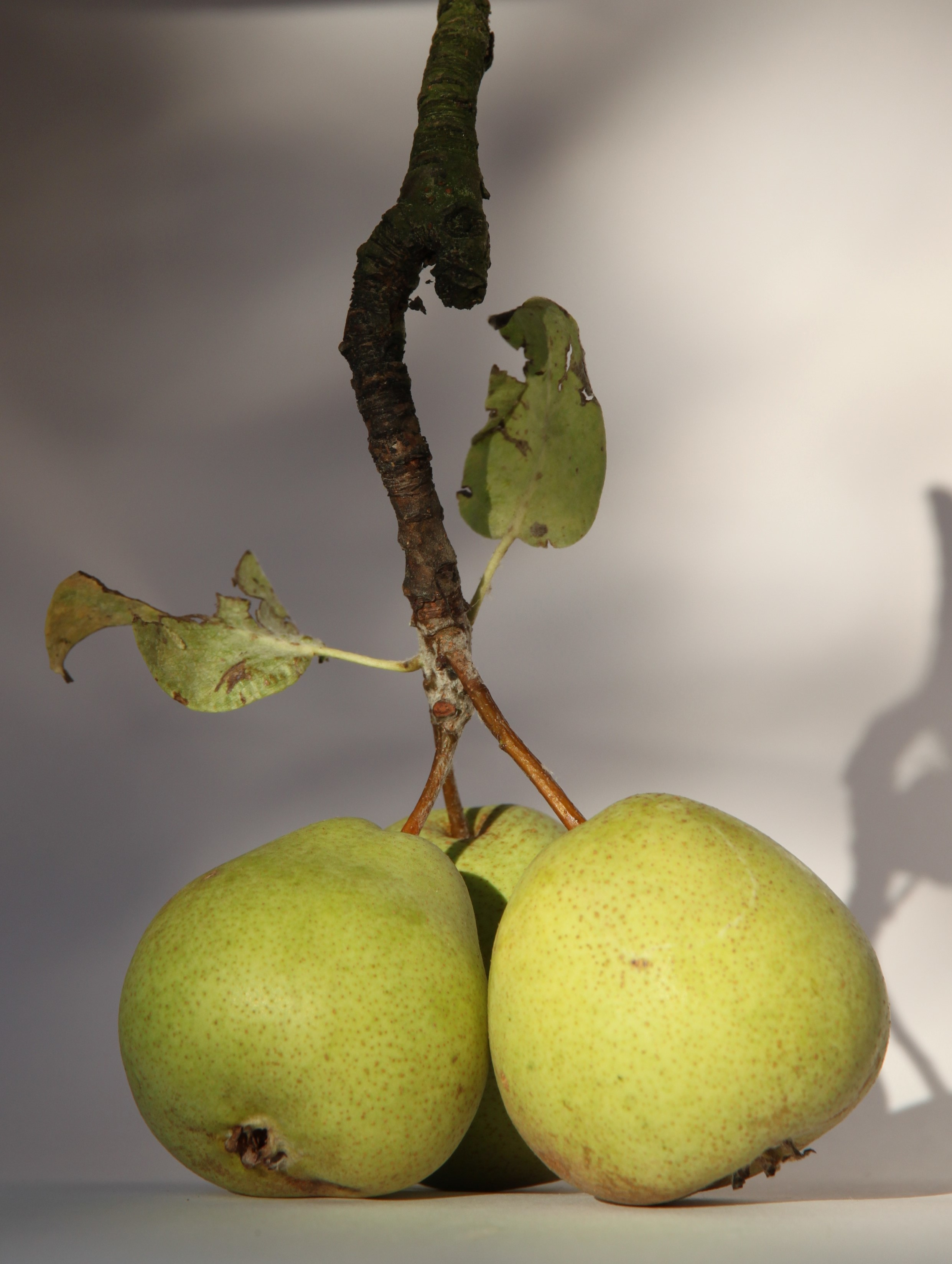
Die Büschelibirnen wachsen in Büscheln am Ast. Daher ihr Name Büschelibirne.

Die Büschelibirne (schweizerdeutsch: Büschelibire, französisch: poire-à-botzi), eine Kulturbirne (Pyrus communis), ist eine Birnensorte aus dem Kanton Freiburg. Sie wird traditionellerweise zum Kilbimenü (französisch: bénichon) gereicht und ist auch beliebt zu Wild. Die Vermarktung der Frucht steht seit dem 5. Oktober 2007 unter der geschützten Ursprungsbezeichnung AOP.

## Herkunft
Sowohl der Name Büschelibirne als auch das französische Äquivalent poire-à-botzi gehen darauf zurück, dass die Frucht nicht wie bei den meisten Birnensorten einzeln, sondern in Büscheln (bzw. mit schweizerdeutschem Diminutiv auf -li in Büscheli) an den Zweigen wächst. Botzi oder botsi ist Freiburger und Waadtländer Patois und bedeutet ebenfalls «Büschel».
Weitere Bezeichnungen sind Kleine Büschelibirne, Poire à Grappe, Petite Poire à Botzi, Poire à Bouquet, Welsche Hirsbirne.
Eine geläufige Legende besagt, Freiburger Söldner sollen laut «gewisser Quellen» diese Frucht aus der Region von Neapel vor drei oder vier Jahrhunderten nach Freiburg gebracht haben. Nachweislich wird die Büschelibirne erstmals 1744 erwähnt. Anfang des 20. Jahrhunderts findet man sie genannt in Artikeln, vor allem 1911, als die Zeitschrift Der Schweizerische Obstbauer die Büschelibirne als eine der besten lobte und deren Anbau empfahl. In den 1970er Jahren stellte man fest, dass es immer weniger Kulturen mit Büschelibirnen gab und deren Qualität stetig sank. Darauf begannen einige Betriebe, die Büschelibirne zu veredeln, indem sie Quitten als Unterlage nutzten, und die Kultur zu erneuern. So gelang es, die erneuerte Kultur wieder in einwandfreier Qualität als Hoch- und Niederstamm zu kultivieren.
1988 erstellte die Vereinigung «Fructus» in Zusammenarbeit mit dem Botanischen Garten Zürich eine Liste der Bäume, sie sammelten Edelreiser verschiedener Herkunft aus dem Kanton Freiburg und angrenzenden Gebieten. Entgegen der landläufigen Meinung, es gebe verschiedene Sorten Büschelibirnen, wurde festgestellt, dass es nur einen einzigen Typus gibt, dessen Eigenschaften sich je nach Baumalter, Unterlagentyp, Bodeneigenschaften und Standort unterscheiden. Im August 1999 wurde der Antrag für das Label AOC gestellt. 2003 übernahm der schweizerisch-französische AOC-Verein die Richtlinien der Europäischen Union, welche Appellation d’Origine Protégée (AOP) lautet. Seit dem 5. Oktober 2007 wird die Büschelibirne unter der geschützten Ursprungsbezeichnung poire à botzi AOP vermarktet.

## Merkmale

### Baum
Der Büschelibirnbaum wächst als Nieder- und Hochstamm mit hochgebauter Krone. Die Erträge sind gut und mit wenig Schwankung im Fruchtertrag (Alternanz).
Drei Baumschulen im Kanton Freiburg kultivieren Jungpflanzen und erhalten das genetische Erbe lebendig, um die Sorte Kleine Büschelbirne ihrem aktuellen Phänotyp entsprechend zu erhalten.

### Frucht
Die Früchte wachsen in Büscheln von 4–7 Birnen. Die Frucht hat ein Kaliber von 45–60 mm und einen mittellangen Stiel. Sie ist Bestandteil der kulinarischen und gastronomischen Tradition Freiburgs. Die Birne entfaltet ihr typisches Aroma besonders, wenn sie gekocht ist. Traditionellerweise gehört sie im Kanton Freiburg zum Chilbi-Essen (französisch: Bénichon), das zum Abschluss der landwirtschaftlichen Ernte und der Alpabzüge gefeiert wird. Die typische Freiburger Birne ist im Kanton aber auch für den Vin Cuit (Birnendicksaft) beliebt und gehört auch in den Chilbisenf (französisch Moutarde de Bénichon). Früher war Zucker sehr teuer, deshalb süsste man auf vielen Freiburger Bauernhöfen verschiedene Speisen und Getränke mit Vin Cuit.
Die Büschelibirne eignet sich ebenso für die Destillation.

## Anbaugebiet
Die Birnensorte poire à botzi, auch Kleine Büschelbirne genannt, die genetisch einzigartig ist, gedeiht von den südlichen Ufern des Neuenburgersees bis in die Freiburger Voralpen. Das ist mit wenigen Ausnahmen das Gebiet des Kantons Freiburg, aber bis höchstens auf 900 m über Meer. Die Fläche intensiven Anbaus beträgt rund 5 Hektaren.